# 华丽盖蛛
华丽盖蛛（学名：Neriene nitens）为皿蛛科盖蛛属的动物。在中国大陆，分布于湖北、福建、浙江、安徽、四川等地，常见于灌木林。该物种的模式产地在湖北神农架。